# Духанов, Максим Михайлович
Духанов, Максим Михайлович (4 июня 1921, Петроград — 23 сентября 2001, Москва) — латвийский советский историк, доктор исторических наук, профессор Латвийского государственного университета, главный редактор научного сборника «Германия и Прибалтика» и организатор одноимённых международных научных конференций вместе с профессором П. Я. Крупниковым, исследователь истории остзейского дворянства и балтийских немцев. Участник Великой Отечественной войны, заслуженный деятель культуры Латвийской ССР (1971).

## Биография

### Ранние годы
Максим Михайлович Духанов родился в Петрограде, в Надеждинском родовспомогательном учреждении на одноимённой улице. Согласно актовой записи, при рождении носил фамилию «Немчин». В качестве рода занятий родителей указано: «красный командир» и «курсистка».
Дед по матери — Бенцель-Мордхель Гешелевич (Максим Григорьевич) Крецмер (род. 1872), врач-невролог и венеролог, автор книги «Отличительные черты еврейской нации по данным антропологии, физиопсихологии и патологии евреев» (1904), держал частную практику в Ганушишках и Друе, затем в Двинске и Витебске, в 1916 году переехал с семьёй в Петроград, где они жили на Зверинской улице, д. 20.
Мать, Мария Бенцелевна (Максимовна) Крецмер, родилась 27 июля 1899 года в Двинске, окончила Петроградскую Мариинскую женскую гимназию, с 1916 года училась в Петроградском психоневрологическом институте. В 1918 г. вместе с отцом, военным врачом, который вступил в Красную армию, поехала в действующую армию медсестрой, чтобы спастись от голода. В Сибири, в походе на Колчака, отец умер от тифа, а Мария Максимовна вышла замуж за комиссара Михаила Борисовича Немчина (род. 31 октября 1896 в Могилёве). Беременной она вернулась в Петроград, где и родился сын Максим. Её мать Элька Мошеевна с двумя младшими детьми Евгенией (1903) и Михаилом (1910) к тому времени обосновалась в Риге. Поехав навестить родных, Мария Максимовна в 1928 г. решила там остаться, работала бухгалтером в банковской сфере. В Латвии Мария Максимовна 31 августа 1932 года вышла замуж за Мовшу-Бера Янкелевича Духанова (родился 9 августа 1896 в Двинске в купеческой семье). Он усыновил мальчика, и с тех пор тот носил его фамилию и некоторое время — отчество. Со своим отцом, пережившим блокаду Ленинграда, Максим Михайлович встретился только в 1946 году и с тех пор поддерживал с ним постоянные контакты.
В 1939 году закончил школу. Свободно владел немецким и латышским языками, читал по-английски. Поступил на физмат в Латвийский университет, параллельно работал разнорабочим, рассыльным в редакции русской газеты «Сегодня». До войны семья жила в Риге на Столбовой улице, д. 47, кв. 14.
С началом Великой Отечественной войны эвакуировался в советский тыл. В первые месяцы эвакуации, когда жители Прибалтики не подлежали мобилизации в РККА, работал педагогом в неполной средней школе деревни Гурино Молотовской области.
В 1942 году был мобилизован, получил специальность миномётчика, воевал на Центральном фронте в 17-й гвардейской кавалерийской дивизии, был командиром расчёта, вступил в комсомол. Участвовал в Ржевско-Сычевской наступательной операции. В конце 1942 года после тяжелого ранения был демобилизован в звании сержанта. Солдатская медаль «За отвагу» нашла его спустя почти 10 лет, в 1951 году.
После демобилизации нашёл мать в эвакуации в Казани, работал там воспитателем ремесленного училища, затем — инспектором райсовета.

### К научной карьере
С 1943-го по 1948 год учился на историческом факультете Московского государственного университета, одновременно со Светланой Сталиной. Она сыграла большую роль в жизни молодой семьи Духановых, когда достала для лечения Зинаиды Духановой новое лекарство стрептомицин, которое спасло ей жизнь.
Максим Михайлович учился у таких грандов исторической науки, как Е. Тарле, М. Тихомиров, М.Нечкина, С.Бахрушин, он специализировался по новой истории Англии и написал дипломную работу под руководством И.С. Звавича. Получил квалификацию научного работника в области исторических наук, преподавателя вуза, втуза и звание учителя средней школы. Получил распределение в Республиканскую партийную школу Компартии Латвии старшим преподавателем новой и новейшей истории и внешней политики СССР. В 1955 году он вступил в ряды КПСС.
В 1956 году М. М. Духанов получает приглашение в штат кафедры всеобщей истории Историко-филологического факультета ЛГУ, где начал преподавать ещё в период постоянной работы в партийной школе, которая в 1956 году была закрыта. Преподавал на латышском языке, так как в ЛГУ не велось преподавания истории на русском языке. Его супруга Зинаида Васильевна работала на межфакультетской кафедре истории КПСС и преподавала для студентов русских потоков.
В 1962 году он защитил кандидатскую диссертацию «Россия и Балтийский вопрос в конце 60-х годов XIX века». Направление исследований ему подсказал профессор Я. Я. Зутис, который оказал большое влияние на становление молодого учёного, будучи руководителем кафедры всеобщей истории в партийной школе, а затем стал его научным руководителем в ЛГУ.

### ПрофессорЛГУ
В 1965 году Духанова назначают проректором ЛГУ по учебной работе, в этой должности он работал до 1969 года.
В 1966 году Духанов утвержден в ученом звании доцента на его кафедре.
В 1969 году прочитал курс лекций на немецком языке в Ростокском университете.
С 1970 года по 1972 год — докторант, старший научный сотрудник. В 1974 году была защищена докторская диссертация «Политика остзейского дворянства в 50-70-е годы XIX века и критика ее апологетической историографии». В 1975 году Духанову присвоена ученая степень доктора исторических наук, а в 1976 году — звание профессора кафедры новой и новейшей истории ЛГУ.
Среди учеников М.М. Духанова - будущий декан исторического факультета ЛГУ К.Поч, будущий член-корреспондент Латвийской академии наук А.Бирон, будущий доктор исторических наук А. Варславан.
После восстановления независимости Латвии М. М. Духанову было присвоено звание профессора эмеритуса.
С 1991 года по 1997 год он продолжал работать профессором кафедры новой и новейшей истории Центральной и Восточной Европы Латвийского университета, после чего уехал в Москву к дочери.
Скончался в 2001 году.

## Научно-педагогическая деятельность
Максим Михайлович Духанов читал в ЛГУ курс «История новейшего времени» и спецкурсы по данному периоду, вел спецсеминары, руководил курсовыми и дипломными работами, курировал научную деятельность аспирантов.
Его научные интересы сосредоточивались на двух проблемах: «История немецкого привилегированного сословия в XIX веке» и «Критика остфоршунга». Он автор более 70 научных статей, учебных пособий.
Работая проректором ЛГУ по учебной работе, Духанов стал привлекать гостевых лекторов из московских и ленинградских вузов, а также светил латвийской науки к преподаванию по совместительству. Таким образом к студентам пришли профессор Б. Плоткин, директор Института физики академик И. Кипко, заведующий лабораторией Института органического синтеза В. Гпинштейн, начальник ЦСУ ЛССР Э. Аболинь, зав. сектором Института истории Т. Зейд, зав. лабораторией Института биологии А. Миллер.

## Вклад в науку
Вклад М.М. Духанова в историческую науку состоял в том, что он впервые исследовал роль немецкого привилегированного слоя, особенно дворянства, в политически важный период формирования капитализма в России, позицию балтийских немцев в вопросе проведения либеральных реформ, специфику смены феодализма и капитализма в прибалтийских губерниях. Он сделал вывод о том, что чрезвычайный консерватизм балтийских немцев был не случайным явлением, а следствием факторов, формировавшихся долгие годы и столетия. Он критиковал и опровергал апологетическую немецкую историографию, представлявшую немцев как культуртрегеров для местного населения, носителей блага и заботы о нём, отмечал его ученик и декан исторического факультета Карлис Поч.
Обе монографии Духанова об остзейцах широко обсуждались на XXIV и XXXIII конгрессах балтийско-немецких историков в Гёттингене, соответственно в 1971 и 1980 годах, на которых с латвийским автором остро полемизировал его немецкий коллега Рейнхард Витрам (Reinhard Wittram). Этот научный спор послужил толчком для подготовки его объёмной статьи "Methodologische und geschichtstheoretische Überlegungen zu Problemen der baltischen Geschichtsforschung", опубликованной в научном журнале "Zeitschrift für Ostforschung".

### Публикации
- «Остзейцы: явь и вымысел. О роли немецкого привилегированного слоя в исторических судьбах латышского и эстонского народов». 1-е издание. — Рига, Лиесма, 1970;
- «Остзейцы. Политика остзейского дворянства в 50-70-е годы XIX в. и критика ее апологетической историографии». 2-е издание. Рига, Лиесма, 1978[11].
- «Baltijas mužniecība laikmetu maiņā» (Балтийское помещичество в смене эпох). — Rīga, Zinātne, 1986 (на латышском языке);
- «Nacisms. 1919. — 1933.» (Нацизм. 1919—1933). — Rīga, Zvaigzne, 1989 (на латышском языке).

## Награды
- Медаль «За отвагу» (1942—1951)[9].
- Медаль «20 лет победы над фашистской Германией» (1965).
- Заслуженный деятель культуры Латвийской ССР (1971).
- Премия Латвийской академии наук имени Я.Зутиса за монографию «Остзейцы. Политика остзейского дворянства в 50-70-е годы XIX в. и критика ее апологетической историографии» (1980)[7].
- Орден Отечественной войны I степени (1985)[13].

## Семья
Супруга — Зинаида Васильевна Духанова (урождённая Мосеева, 1921—2009), кандидат исторических наук, доцент ЛГУ. Происходила из многодетной семьи из-под Архангельска, которая переехала в Омск. Девочка рано потеряла родителей и воспитывалась у родственников, а затем попала в семью эстонского учителя, арестованного в 1932 году. После этого воспитывалась в детдоме, закончила педучилище с отличием. Выдержала экзамены на исторический факультет МГУ и была зачислена в 1939 году. Благодаря старшему брату Порфирию, служившему офицером в охране Сталина, смогла разыскать почти всех братьев и сестер, которые ей сильно помогли материально. В 1941 году Зинаида ушла добровольцем на фронт, работала во фронтовых госпиталях, в том числе и на Ленинградском фронте. После контузии и госпиталя вернулась в Москву и восстановилась на истфаке МГУ по кафедре истории КПСС. Во время учёбы познакомилась с будущим мужем.
Дочь — Ирина Максимовна Савельева (ур. Духанова; 1947) — доктор исторических наук, директор Института гуманитарных историко-теоретических исследований им. А. В. Полетаева НИУ «Высшая школа экономики», ординарный профессор.